# Широков, Владимир Иванович
Влади́мир Ива́нович Широ́ков (9 [22] марта 1911, Баку — 7 апреля 1987, Горький) — советский хозяйственный, государственный и политический деятель.

## Биография
Родился 11 марта 1911 года в Баку. Член ВКП(б) (с 1937 года).
С 1925 года — на хозяйственной, общественной и политической работе. В 1925—1976 гг. — слесарь на телефонном заводе им. Ленина, студент (1933—1938), аспирант Горьковского государственного университета, директор Чувашского педагогического института, инженер-исследователь, заместитель начальника Центральной лаборатории Горьковского автозавода, заместитель директора по научной работе НИИ химии при ГГУ, начальник ЦНИЛ Южно-Уральской конторы Главгорстроя СССР, заведующий отделом физики твёрдого тела ГИФТИ.
Ректор Горьковского государственного университета. В период руководства В. И. Широкова в университете открылся Научно-исследовательский радиофизический институт (НИРФИ) (1956), на базе физико-математического факультета были созданы физический и механико-математический факультеты, появились новые кафедры и специальности, увеличилось число студентов; началось строительство университетских корпусов и общежитий на Арзамасском шоссе (ныне проспект Гагарина). В. И. Широков поддержал идею А. А. Андронова о присвоении университету имени Н. И. Лобачевского, и в 1956 году университету это почётное имя было присвоено.
Начальник физико-технического отдела электронной техники при Совете Министров СССР, профессор, заведующий кафедрой физики Горьковского сельскохозяйственного института.
Делегат XX съезда КПСС.
Проживал в Горьком, умер 7 апреля 1987 года, похоронен на Бугровском кладбище (4 уч.).

## Награды
- Орден Трудового Красного Знамени
- Орден «Знак Почёта» (15.09.1961)
- Медаль «За трудовую добласть» (09.03.1944)